# IC 1434
IC 1434 — галактика типу II1p () у сузір'ї Ящірка.
Цей об'єкт міститься в оригінальній редакції індексного каталогу.